# VBU Volksbank im Unterland
Die VBU Volksbank im Unterland eG ist eine Genossenschaftsbank im Landkreis Heilbronn mit Sitz in Brackenheim und gehört dem Baden-Württembergischen Genossenschaftsverband sowie dem Bundesverband der Deutschen Volksbanken und Raiffeisenbanken an.

## Geschichte
Die Geschichte der VBU Volksbank im Unterland eG ist geprägt von Fusionen und Zusammenschlüssen mehrerer kleiner Bankinstitute in den Jahren 1971 bis 2002. Die Banken wurden zwischen 1888 und 1923 nach der genossenschaftlichen Idee von Friedrich Wilhelm Raiffeisen und Hermann Schulze-Delitzsch gegründet.

### Einzelinstitute

#### Lauffen am Neckar
Am 19. Juli 1891 wurde der Darlehenskassenverein Lauffen eGmuH gegründet. Dieser ging am 4. März 1923 in der Kredit- und Warengenossenschaft mit unbeschränkter Haftung auf. 177 Mitglieder traten der neuen Genossenschaft bei. Am 4. Dezember 1949 wurde die Umfirmierung in Genossenschaftsbank beschlossen. 1951 war der Wiederaufbau der kriegsbeschädigten Gebäude abgeschlossen und die Bankräume konnten erweitert werden. Im Jahre 1960 wurde die Firma in Lauffener Bank eGmbh geändert. Im Juni 1991 wurde die Verschmelzung mit der Volksbank Nordheim eG im Genossenschaftsregister eingetragen. Die Firma lautete nun Volksbank Lauffen-Nordheim eG. 1997 fusionierte diese mit der Volksbank Leingarten-Schwaigern eG zur VBU Volksbank im Unterland eG.

#### Neckarwestheim
1901 wurde der Darlehenskassen-Verein Neckarwestheim gegründet. 2002 ging die Neckarwestheimer Bank eG im Zuge einer Fusion in der VBU Volksbank im Unterland eG auf.

#### Nordheim
Am 17. Juni 1888 gründeten 31 Bürger den Darlehenskassenverein eGmuH Nordheim. Die Bilanz verzeichnete damals lediglich 74,52 Mark. Später wurde das Kreditinstitut in Nordheimer Bank eG umbenannt. 1972 erfolgte die Fusion mit der Genossenschaftsbank Nordhausen eGmbH, im Juni 1991 dann mit der Volksbank Lauffen eG zur Volksbank Lauffen-Nordheim eG.

#### Nordhausen
Am 6. Januar 1920 wurde der Darlehenskassenverein eGmuH gegründet. 1972 erfolgte die Fusion mit der Nordheimer Bank eG.

### Hauptsitz Schwaigern
Am 20. März 1904 gründeten 128 Bürger auf Veranlassung des Stadtschultheißen Karl Essich einen Darlehenskassenverein. Ein Geschäftsanteil betrug damals 100 Mark. Der Geschäftsbetrieb wurde zunächst im Rathaus abgewickelt. Im Zuge der Hyperinflation im Jahr 1923 betrugen die Darlehenszinsen bis zu 30 Prozent, wodurch schließlich sämtliche Vermögensgegenstände der Genossenschaft wertlos wurden. 1937 wurde die Genossenschaft in Spar- und Darlehenskasse eGmuH umbenannt. Ein Jahr später übertrug die Weingärtnergenossenschaft Schwaigern die Geschäftsführung auf die Spar- und Darlehenskasse.
1950 wurde der Name der Bank in Genossenschaftsbank Schwaigern eGmuH umgewandelt. Die Weingärtnergenossenschaft Schwaigern führte ihre Geschäfte jetzt selbstständig. Zum 50-jährigen Jubiläum der Bank wurde das erste eigene Bankgebäude erworben. Nach Umbau und Neubau eines sich anschließenden Lagergebäudes in der Frizstraße bezog die Bank am 1. Juli 1955 erstmals eigene Räumlichkeiten. 1964 firmierte die Bank in Schwaigerner Bank eG um. Nach der Fusion mit der Raiffeisenbank Massenbach im Jahre 1971 wurde ein Jahr später das neue Bankgebäude eingeweiht. 1978 wurde mit der Raiffeisenbank Massenbachhausen fusioniert. 1982 gehörten der Bank mehr als 3.000 Mitglieder an, die Bilanzsumme erreichte die 100-Millionen-DM-Grenze. 1983 wurde die Bank in Volksbank Schwaigern eG umfirmiert und die ersten Geldautomaten wurden aufgestellt.
Im Jahr 1988 wurde die Raiffeisenbank Oberes Leintal eG mit Zweigstellen in Stetten a.H. und in Niederhofen eingegliedert. Bereits vier Jahre später wurde mit der Volksbank Leingarten zur Volksbank Leingarten-Schwaigern eG fusioniert. Das Bankgebäude in Schwaigern wurde erneut erweitert und Ende 1995 im heutigen Erscheinungsbild bezogen. 1997 erfolgte der Zusammenschluss mit der Volksbank Lauffen-Nordheim eG zur VBU Volksbank im Unterland eG. Die letzte Fusion erfolgte 2002 mit der Neckarwestheimer Bank eG. Im Jahr 2012 feiert die Bank ihr 15-jähriges Bestehen unter der Firma VBU Volksbank im Unterland eG.

### Zusammenschluss mit der Volksbank Brackenheim-Güglingen eG
Im Jahre 2016 hat die VBU Volksbank im Unterland eG mit der Volksbank Brackenheim-Güglingen eG fusioniert. Die Firma blieb unverändert VBU Volksbank im Unterland eG. Neuer juristischer Sitz wurde Brackenheim.

## Geschäftsgebiet
Die VBU Volksbank im Unterland eG ist die zweitgrößte Genossenschaftsbank im Stadt- und Landkreis Heilbronn. Das Geschäftsgebiet umfasst nach mehreren Fusionen die Orte Botenheim, Brackenheim, Cleebronn, Dürrenzimmern, Frauenzimmern, Güglingen, Hausen an der Zaber, Lauffen am Neckar, Leingarten, Leonbronn, Massenbach, Massenbachhausen, Meimsheim, Neckarwestheim, Niederhofen, Nordheim (Württemberg), Nordhausen, Pfaffenhofen, Schluchtern, Schwaigern, Stetten a.H., Stockheim und Zaberfeld.